# Ernani (nome)
Ernani  è un nome proprio di persona italiano maschile.

## Varianti
- Maschili: Ernano[3], Ernino[2][3]
- Femminili: Ernina[2]

### Varianti in altre lingue
- Francese: Hernani[1][3]
- Portoghese: Hernani, Hernâni, Hernane
- Spagnolo: Hernani[4]

## Origine e diffusione

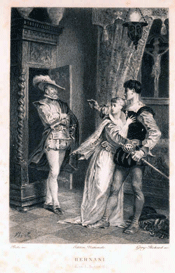
Ernani (sulla destra) in un'illustrazione per il dramma di Hugo

Si tratta di un nome di ispirazione letteraria, reso celebre dall'opera lirica di Giuseppe Verdi Ernani, ispirata a sua volta al dramma di Victor Hugo Hernani. Molte fonti asseriscono che il nome francese sia un adattamento di Hernán, un ipocoristico spagnolo del nome Ferdinando analogo all'italiano "Fernando"; Victor Hugo, invece, lo trasse dal toponimo di Hernani, una cittadina dei Paesi Baschi, che in basco significa "cima di una collina illuminata".
In Italia è attestato in tutta la penisola, ma principalmente in Lombardia e, nelle varianti Ernano ed Ernino, in Abruzzo.

## Persone
- Ernani Costantini, pittore italiano
- Ernani D'Alconzo, calciatore italiano
- Ernani Pereyra, calciatore brasiliano naturalizzato azero
- Ernani Vassallo, calciatore italiano

### Variante Hernâni
- Hernâni Borges, calciatore capoverdiano
- Hernâni José da Rosa, calciatore brasiliano
- Hernâni Ferreira da Silva, calciatore portoghese
- Hernâni Neves, calciatore portoghese
- Hernâni Jorge Santos Fortes, calciatore portoghese

### Altre varianti
- Hernani Azevedo Júnior, calciatore brasiliano
- Hernane Vidal de Souza, calciatore brasiliano